# میکی اوکا
میکی اوکا (اسپانیایی: Miki Oca‎؛ زادهٔ ۱۵ آوریل ۱۹۷۰) بازیکن واترپلو اهل اسپانیا است.